# Dreieck Parthenaue
Dreieck Parthenaue is een knooppunt in de Duitse deelstaat Saksen.
Op dit trompetknooppunt, gelegen in het stroomgebied (aue) van het riviertje de Parthe, sluit de A38 vanuit Halle aan op de A14 Maagdenburg-Dreieck Nossen.

## Naamgeving
Het knooppunt is genoemd naar het riviertje de Parthe dat ten oosten van het knooppunt ligt.

## Geografie
Het knooppunt ligt ten oosten van de dagbouw-kolenmijn bij Kleinpösna in de stad Brandis in het Landkreis Leipzig. Ten oosten van het knooppunt stroomt de Parthe. Nabijgelegen stadsdelen van Brandis zijn Albrechtshain en Wolfshain. Nabijgelegen deelgemeenten van Brandis zijn Kleinpösna en Hirschfeld. Het knooppunt ligt ongeveer 15 km ten zuidoosten van Leipzig.

## Geschiedenis
Het knooppunt werd op 13 augustus 2006 geopend voor het verkeer, als onderdeel van de Midden-Duitse lus.

## Varia
Tussen het Kreuz Rippachtal en het Dreieck Parthenaue vormt de A 38 de zuidelijke rondweg van Leipzig. Door dit gedeelte van de A38 zal de verkeersdruk op de A 14 en het Schkeuditzer Kreuz afnemen.

## Configuratie
Rijstrook
Nabij het knooppunt hebben beide snelwegen 2x2 rijstroken.
Alle verbindingswegen hebben twee rijstroken.
Knooppunt
Het knooppunt is een trompetknooppunt.

## Verkeersintensiteiten
Dagelijks passeren ongeveer 56.000 het knooppunt.
|+Handmatige verkeerstelling van 2010
| Van                      | naar              | Gemiddeld aantal voertuigen per dag | Percentage vrachtverkeer |
| ------------------------ | ----------------- | ----------------------------------- | ------------------------ |
| AS Kleinpösna (A 14)     | AD Parthenaue     | 41.600                              | 15,6 %                   |
| AD Parthenaue            | AS Naunhof (A 14) | 45.900                              | 17,1 %                   |
| AS Leipzig-Südost (A 38) | AD Parthenaue     | 24.800                              | 16,7 %                   |

## Richtingen knooppunt
| Aansluitende wegen                                                         | Aansluitende wegen         | Aansluitende wegen | Aansluitende wegen | Aansluitende wegen |
| -------------------------------------------------------------------------- | -------------------------- | ------------------ | ------------------ | ------------------ |
| richting Leipzig / Halle Luchthaven Leipzig/Halle Maagdenburg Berlijn (A9) |                            |                    |                    |                    |
|                                                                            |                            |                    |                    |                    |
|                                                                            | richting Görlitz / Dresden |                    |                    |                    |
|                                                                            |                            |                    |                    |                    |
| richting Leipzig-Südost / Göttingen München (A9)                           |                            |                    |                    |                    |